# Salim Kechiouche
Salim Kechiouche (ur. 2 kwietnia 1979 w Lyonie) – francuski aktor filmowy i teatralny algierskiego pochodzenia.

## Życiorys
Mając piętnaście lat, został po raz pierwszy odkryty przez francuskiego aktora/reżysera Gaëla Morela, który zaangażował go do roli Jamela w filmie Pełnym gazem (À Toute Vitesse Arnhem, 1996) u boku Stéphane Rideau. 
W 1998 roku został mistrzem Francji w kick-boxingu, a w 1999 i 2002 roku w boksie tajskim. Jego umiejętności bokserskie były wykorzystywane w dramacie kryminalnym François Ozona Zbrodniczy kochankowie (Les amants criminels, 1999), dramacie Morela Klan (Le Clan, 2004), filmie krótkometrażowym Żigolo (Archives de Nuit, 2005) z Amandą Lear prezentowanym na Międzynarodowym Festiwalu Filmowym w Berlinie i dramacie W twoim przebudzeniu (Nos retrouvailles, 2007) z Jakiem Gamblinem. Wystąpił także w dramacie telewizyjnym Morela Pierwszy śnieg (Premières neiges, 1999). W 2002 roku ukończył szkołę aktorską.
W 2004 roku pojawił się na scenie w Paryżu, gdzie odegrał rolę Giuseppe'a Pelosi, mordercę i miłośnika słynnego włoskiego reżysera Piera Paola Pasoliniego w spektaklu Życie i śmierć Piera Paola Pasoliniego (Vie et mort de Pier Paolo Pasolini).

## Wybrana filmografia
| Rok  | Film                                                                            | Rola                     | Reżyser                 |
| ---- | ------------------------------------------------------------------------------- | ------------------------ | ----------------------- |
| 1996 | Pełnym gazem (À Toute Vitesse)                                                  | Jamel                    | Gaël Morel              |
| 1999 | Pierwszy śnieg (Premières Neiges, TV)                                           | Kacem                    | Gaël Morel              |
| 1999 | Zbrodniczy kochankowie (Les amants criminels)                                   | Saïd                     | François Ozon           |
| 2004 | Grande École                                                                    | Mécir                    | Robert Salis            |
| 2004 | Le Clan                                                                         | Hicham                   | Gaël Morel              |
| 2004 | Życie i śmierć Piera Paola Pasoliniego (Vie et mort de Pier Paolo Pasolini, TV) | Giuseppe Pelosi          | Michel Azama            |
| 2007 | L'Année Suivante                                                                | Nayib                    | Isabelle Czajka         |
| 2007 | Nos Retrouvailles                                                               | Karim                    | David Oelhoffen         |
| 2007 | Po nim (Après lui)                                                              | obsługujący na koncercie | Gaël Morel              |
| 2007 | Życie Adeli (La Vie d'Adèle)                                                    | Salim                    | Gaël Morel              |
| 2009 | Le fil                                                                          | Bilal                    | Mehdi Ben Attia         |
| 2013 | La vie d'Adèle                                                                  | Samir                    | Abdellatif Kechiche     |
| 2015 | N.O.I.R                                                                         | Kadhafi                  | Yves Christian Fournier |
| 2015 | Être                                                                            | Mohamed                  | Fara Sene               |

### Seriale TV
- 2003: Malone, odc. La Promesse de l'Ours
- 2004: Le Grand patron, odc. Kwarantanna (En Quarantaine) jako Sami
- 2006: La Grande Inondation jako Malik
- 2006: Balle Perdue

### Filmy krótkometrażowe
- 2006: Er-Radja, Le retour
- 2006: Yasmina jako Sofiane
- 2005: Żigolo (Gigolo) jako Karim
- 2005: Temps morts jako Saïd
- 2005: Cinématon
- 2004: Pas Sans Moi jako złoty chłopak
- 2004: Couscous Pour Tout Le Monde jako Luc